# 가미야마구치역 (사이타마현)
가미야마구치역(일본어: 上山口駅, かみやまぐちえき)은 일본 사이타마현 도코로자와시에 위치했던 세이부 철도 사야마 선의 철도역이었다.
지금의 시모야마구치 역과 세이부 구장앞 역 사이에 위치해 있었다.
중일전쟁 때 사야마 선이 운행중단되었을 때 영업이 중단되었으며, 제 2차 세계대전이 끝나고 정식으로 폐역이 되었다.

## 역사
- 1929년 5월 1일 : 가미야마구치역으로 영업 개시
- 1933년 3월 1일 : 야마구치 저수지역으로 역명 변경
- 1941년 4월 1일 : 보안상 가미야마구치역으로 역명 변경
- 1944년 2월 28일 : 야마구치 선 운행 중단으로 영업 중단.
- 1951년 10월 7일 : 세이부 철도역으로 편입
- 1954년 10월 10일 : 계속 영업 중단이 되었다가 정식으로 폐역